# Еспер, Зоа, Киријак и Теодул
Свети мученици Еспер, Зоа, Киријак и Теодул су хришћански светитељи. За време владавине цара Адријана (117.-138.) неки Катал незнабожац је купио као робове Еспера, његову жену му Зоу и њихове синове Киријака и Теодула. Пошто су они били хришћани, нису хтели да једу ништа од идолских жртава, него су оно што им се давало бацали псима, а сами су гладовали. Сазнавши за ово Катал се разгневио веома, па је почео тешко истјазавати све своје робове. Прво је мучио децу, међутим деца су остала непоколебљива у вери, чак су и тражила од мучитеља теже муке. Најзад све четворо је бачено у пећ где су после молитве умрли. Тела њихова остала су читава и неопаљена од огња.
Српска православна црква слави их 2. маја по црквеном, а 15. маја по грегоријанском календару.